# أفيري الكسندر
أفيري الكسندر (بالإنجليزية: Avery Alexander)‏ هو سياسي أمريكي، ولد في 29 يونيو 1910، وتوفي في 5 مارس 1999.